# Eusébio Oscar Scheid
Eusébio Oscar Scheid S.C.J. • GOMM (Luzerna, 8 de dezembro de 1932 – São José dos Campos, 13 de janeiro de 2021) foi um Cardeal da Igreja Católica, membro da Congregação dos Sacerdotes do Sagrado Coração de Jesus, e Bispo brasileiro. Foi o primeiro bispo diocesano de São José dos Campos; décimo sétimo bispo do Rio de Janeiro, sendo seu sexto arcebispo e quinto cardeal. Foi também arcebispo de Florianópolis, no estado de Santa Catarina.

## Formação
Dom Eusébio realizou seus estudos primários e secundários no Seminário dos Padres do Coração de Jesus em Corupá, Santa Catarina. Em 1954 iniciou os estudos de Filosofia em Brusque, Santa Catarina; continuou os estudos filosóficos na Pontifícia Universidade Gregoriana, em Roma, no período de 1955 a 1957.
Estudou teologia na Pontifícia Universidade Gregoriana e na Propaganda Fide, em Roma, no período de 1957 a 1964. Especializou-se em cristologia e seu doutorado em cristologia versou sobre a interioridade de Cristo.
Sua ordenação presbiteral foi em Roma, no dia 3 de julho de 1960, pelas mãos de Dom Inácio João Dal Monte, OFMCap, bispo de Guaxupé.

## Atividades antes do episcopado
Professor no Seminário Cristo Rei e Seminário Regional do Nordeste, Recife no período de 1964 a 1965. Professor de Teologia Dogmática e Liturgia no Instituto Teológico de Taubaté, São Paulo no período de 1966 a 1981. Coordenador da Catequese de Taubaté, de 1970 a 1974. Foi ainda diretor da Faculdade de Teologia em Taubaté, professor convidado da Pontifícia Universidade Católica de São Paulo, de 1966 a 1968.

## Episcopado
Foi eleito bispo de São José dos Campos, dia 18 de fevereiro de 1981, pelo Papa João Paulo II. Sua ordenação episcopal foi em São José dos Campos, São Paulo, no dia 1 de maio de 1981, pelas mãos de Dom Carmine Rocco, núncio apostólico no Brasil, Dom Geraldo Maria de Morais Penido, Dom Honorato Piazera SCJ.
1970-1974 foi vigário da paróquia Santíssima Trindade em Taubaté e trabalhou na capela de Nossa Senhora Aparecida, no bairro de mesmo nome, onde fundou a creche Menino Jesus que funciona até os dias de hoje
Exerceu o múnus pastoral na Diocese de São José dos Campos no período de 1981 a 1991. Fundou o Instituto de Filosofia
«Santa Teresinha»,  instalou também a residência teológica [Padre Rodolfo Komorek].
No dia 23 de janeiro de 1991 foi nomeado Arcebispo de Florianópolis. Tomou posse da arquidiocese no dia 16 de março do mesmo ano. Nesta arquidiocese criou o Seminário de Teologia Convívio de Emaús e o Seminário de Filosofia Edith Stein; inaugurou  o Instituto Social João Paulo II; instituiu a Escola de Ministérios.
Permaneceu na Arquidiocese de Florianópolis por dez anos, até sua nomeação como arcebispo de São Sebastião do Rio de Janeiro dia 25 de julho de 2001. Tomou posse em 22 de setembro do mesmo ano. Recebeu o encargo de Ordinário dos fiéis de rito oriental sem ordinário próprio no Brasil no dia 3 de outubro de 2001.
Em março de 2003, foi admitido pelo presidente da época, Luiz Inácio Lula da Silva, à Ordem do Mérito Militar no grau de Grande-Oficial especial.
No consistório de 21 de outubro de 2003, presidido pelo papa João Paulo II, foi criado cardeal-presbítero, com o título da Basílica dos Santos Bonifácio e Aleixo. Participou do conclave de 2005 que elegeu o papa Bento XVI.
Dom Eusébio Oscar Scheid, arcebispo emérito do Rio de Janeiro e primeiro bispo da Diocese de São José dos Campos, celebrou seu Jubileu de Diamante de sua Ordenação Presbiteral em 3 de julho de 2020.

### Brasão e lema
Seu lema foi "DEVS BONVS" (Deus é Bom). 

## Ordenações[3]

### Ordenações diácono
- Célio da Silveira Calixto Filho (2001)

### Ordenações presbíteros
- Dimas Lara Barbosa (1988)
- Célio da Silveira Calixto Filho (2002)

### Ordenações episcopais
Dom Eusébio Oscar Scheid foi o principal sagrante dos seguintes bispos:
- Vito Schlickmann (1995)
- Luiz Carlos Eccel (1999)
- Manoel João Francisco (1995)
- Assis Lopes (2003)
- Dimas Lara Barbosa (2003)
- Wilson Tadeu Jönck, S.C.J. (2003)
- Edson de Castro Homem (2005)
- Antônio Augusto Dias Duarte (2005)
- Edney Gouveia Matoso (2005)

Foi co-celebrante da sagração episcopal de:
- Murilo Sebastião Ramos Krieger, S.C.J. (1985)
- José Nelson Westrupp, S.C.J. (1991)
- Orlando Brandes (1994)
- Carmo João Rhoden, S.C.J. (1996)
- Juventino Kestering (1998)
- Augustinho Petry (2001)

## Sucessão
Dom Eusébio foi o primeiro bispo de São José dos Campos e teve como sucessor José Nelson Westrupp, SCJ. Foi também o terceiro arcebispo de Florianópolis, sucedendo a Afonso Niehues e teve como sucessor Murilo Krieger. Sua Eminência, o cardeal Scheid é o sexto arcebispo de São Sebastião do Rio de Janeiro, tendo sucedido a Eugênio de Araújo Sales e teve como sucessor Orani João Tempesta, O.Cist.

## Morte
Morreu em 13 de janeiro de 2021, em São José dos Campos,vítima de uma pneumonia agravada pelo COVID-19. Dom Eusébio ficou internado no Hospital São Francisco, em Jacareí, onde foi acompanhado pela equipe médica e pela Diocese de São José dos Campos, onde residia. 
Seu funeral ocorreu na Catedral Diocesana de São Dimas, em São José dos Campos, onde está sepultado.